# Comusia ruficornis
Comusia ruficornis är en skalbaggsart som först beskrevs av Maurice Pic 1946.  Comusia ruficornis ingår i släktet Comusia och familjen långhorningar.
Artens utbredningsområde är Laos. Inga underarter finns listade i Catalogue of Life.